# Askat Žitkejev
Askat Žitkejev (kazašsky: Асқат Жіткеев), (* 13. dubna 1981 Taldykorgan, Sovětský svaz) je bývalý reprezentant Kazachstánu v judu. Je majitelem stříbrné olympijské medaile.

## Sportovní kariéra
Jeho sportovní začátky jsou zahaleny tajemstvím podobně jako oblast, ze které pochází. Jeho urostlá, ramenatá postava poukazovala na původ z horské oblasti. Jeho domovem bylo podhůří pohoří Ťan-šan na jihovýchodě Kazachstánu a s velkou pravděpodobností začínal s tradičními zápasnickými styly (Kureš). Na jeho způsobu boje to bylo patrné. Duel začínal z hluboké předklonu a jako volnostylař si hlídal útok na nohy. Následoval zápasnický klinč z úchopu kolem ramen. Soupeře výhradně strhával k zemi technikami sutemi-waza. Tyto technikz zvládal mistrovsky. Na polotěžkou váhu měl nebývale pohotové reakce.
V roce 2000 vyplnil mezeru v kazašské reprezentaci v polotěžké váze a na mistrovství Asie si zajistil účast na olympijských hrách v Sydney. Vypadl v prvním kole se zkušeným Maďarem Kovácsem. V roce 2004 již patřil k medailovým nadějím na olympijských hrách v Athénách, ale opět neprošel přes první kolo. V opravách se do boje o bronz nedostal a obsadil 7. místo.
V roce 2008 na olympijských hrách v Pekingu měl přívětivý los a zvládl napínavé semifinále proti Nizozemci Grolovi. Ve finále mu však porážku z mistrovství Asie vrátil Mongol Tüvšinbajar. Získal stříbrnou olympijskou medaili a následně ukončil kariéru. U juda zůstal jako funkcionář. Žije v Astaně s manželkou Jelenou, bývalou reprezentantkou ve volejbale .

## Výsledky
| Turnaj            | 1998  | 1999  | 2000           | 2001           | 2002           | 2003           | 2004           | 2005           | 2006           | 2007           | 2008           |
| Turnaj            | 17    | 18    | 19             | 20             | 21             | 22             | 23             | 24             | 25             | 26             | 27             |
| Turnaj            | stř.v | stř.v | polotěžká váha | polotěžká váha | polotěžká váha | polotěžká váha | polotěžká váha | polotěžká váha | polotěžká váha | polotěžká váha | polotěžká váha |
| ----------------- | ----- | ----- | -------------- | -------------- | -------------- | -------------- | -------------- | -------------- | -------------- | -------------- | -------------- |
| Olympijské hry    |       |       | úč.            |                |                |                | 7.             |                |                |                | 2.             |
| Mistrovství světa |       | —     |                | 3.             |                | úč.            |                | úč.            |                | úč.            |                |
| Asijské hry       | —     |       |                |                | 3.             |                |                |                | 3.             |                |                |
| Mistrovství Asie  |       | —     | 5.             | —              |                | 1.             | 1.             | 2.             |                | —              | 1.             |
| MS juniorů        | 7.    |       | úč.            |                |                |                |                |                |                |                |                |